# Mitja Rosina
Mitja Rosina, slovenski fizik, * 3. maj 1935, Ljubljana.
Rosina je leta 1953 maturiral na ljubljanski Klasični gimnaziji, nato pa se je vpisal na univerzo. Diplomiral je leta 1959, leta 1964 pa je opravil doktorat iz fizike. Že leta 1960 je bil izvoljen za asistenta, po opravljenem doktoratu pa je leta 1965 postal docent. Med letoma 1962 in 1963 se je izpopolnjeval na univerzi v Brightonu v Združenem kraljestvu, med letoma 1969 in 1970 pa v Seattlu, ZDA. Leta 1971 je bil izvoljen za izrednega, leta 1977 pa za rednega profesorja na Fakulteti za matematiko in fiziko, kjer je delal do upokojitve. Leta 1979 je tri mesece gostoval na Kalifornijski univerzi v Davisu. Raziskovalno je delal tudi na Institutu Jožef Stefan in večkrat sodeloval na skupni znanstveni problematiki na univerzah v Kingstonu (Ontario, Kanada), Coimbri in Antwerpnu, na Mednarodnem centru za teoretično fiziko v Trstu ter na jedrskih institutih v Molu (Belgija), Krakovu (Poljska) in Institutu Maxa Plancka v Heidelbergu.
V teoretični jedrski fiziki je med svojo kariero raziskoval strukturo lahkih jeder, kolektivna vzbujanja jeder, dipolno veleresonanco, variacijski račun gostotne matrike in kvantnomehanične tokovnice pri vrtečih jedrih. V teoriji osnovnih delcev je raziskoval sisteme kvarkov: efektivno silo med kvarki, jedrsko silo, resonančna stanja dveh barionov, mezonski oblak v nukleonu, trke mezonov in vezane sisteme dveh mezonov.
V letih 1987-1990 je bil Mitja Rosina predsednik Društva matematikov, fizikov in astronomov Slovenije, katerega častni član je od leta 2003. Leta 2001 je po upokojitvi postal zaslužni profesor Univerze v Ljubljani na Fakulteti za matematiko in fiziko.
Ljubiteljsko se že skoraj vse življenje ukvarja tudi z rodoslovjem ter organiziranjem različnih sorodstvenih in strokovnih srečanj, ki jih popestri s posebnim programom in predavanji.

## Nagrade
- Kidričeva nagrada - (s sodelavci 1960) - za Jedrsko absorpcijo žarkov gama v Al, Si, P, S in Ca
- nagrada Sklada Borisa Kidriča (1974) -  za »Nov pristop h kolektivnim stanjem preko stanj delec - luknja in razvoj metode rodovnih koordinat«
- nagrado Sklada Borisa Kidriča (1983) - za »Raziskave interakcije med nukleonoma in dibarionske resonance v kvarkovskem modelu«